# Джейк Ширз
Джейк Ширз (Jake Shears, нар. 3 жовтня 1978 року) — американський співак, найбільш відомий як вокаліст поп-гурту Scissor Sisters.

## Ранні роки
Народився в Аризоні у сім'ї батька-підприємця та матері-баптистки. Виростав на о. Сан-Хуан. У віці 19 років здійснив подорож до Лексінгтона (Кентуккі), щоб відвідати однокласника, який познайомив його з Скоттом Гофманом. Ширз та Гофман одразу знаходять спільну мову та через рік переїжджають до Нью-Йорка.

## Кар'єра

### Ранні роботи
До ранніх робіт Ширза входить вистава Нарнія (1993). У Нью-Йорку Ширз вивчав письменництво та був однокласником Тревіса Джеппесена. Він також писав для гей-видання HX. У 2000 році Ширз працював музичним оглядачем для видання Paper.

### Scissor Sisters
Ширз та Гофман заснували Scissor Sisters у 2001 році як трюк мистецтва перформансу. Після кількох важких років у Нью-Йорку Scissor Sisters нарешті досягли успіху у Великій Британії та Ірландії, що призвело до статусу їхнього альбому як найбільш продаваного в Британії у 2004 році. На концертах Ширз відомий своїми провокаційними танцями, яскравим вбранням та майже оголеністю (протягом складних років у Нью-Йорку він часто підзаробляв виконанням go-go та еротичних танців у чоловічих стриптиз-клубах).

## Особисте життя
Ширз здійснив камінг-аут перед батьками у віці 15 років за скерунком Дена Севеджа, який згодом назвав свою пораду «найгіршою з тих, які він коли-небудь давав» через негативну реакцію батьків Ширза. У 2010 році він взяв участь у проекті Севеджа It Gets Better Project. Ширз перебуває у стосунках з Крісом Маукарбелом з 2004 року.